# Gran Ducat de Berg
El Gran Ducat de Berg (alemany: alemany: Großherzogtum Berg) va ser establert per Napoleó Bonaparte després de la seva victòria al 1805 a la batalla d'Austerlitz en els territoris entre l'Imperi francès al Rin i el Regne de Westfàlia.

## Història

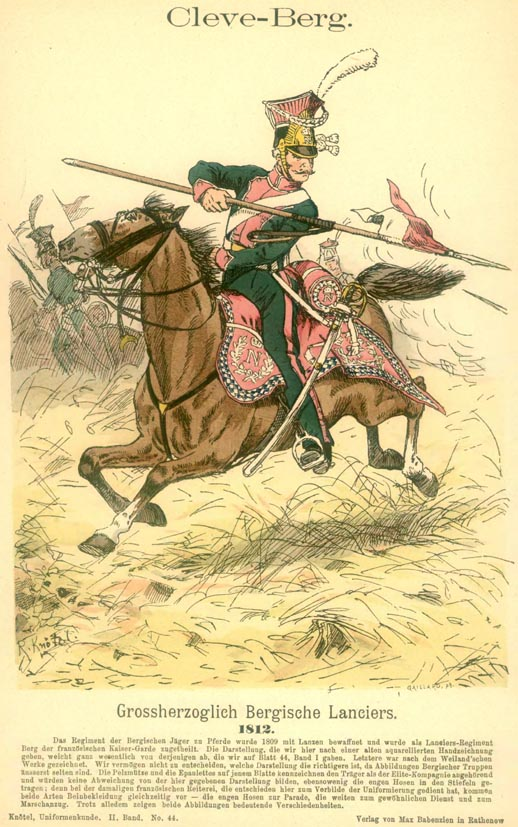
Llancer del Gran Ducat de la Guàrdia Imperial, al 1812

L'annexió francesa del Ducat de Jülich (francès: Juliers) durant les guerres revolucionàries franceses al 1794, havia separat un altre cop els dos ducats de Jülich i Berg, que des del 1614 havien estat governats en unió personal pels ducs de Palatinat-Neuburg dels Wittelsbach. Al 1803 l'hereu de Palatinat-Neuburg, l'elector de Baviera, Maximilià Josep, va separar el restant Ducat de Berg dels seus altres territoris bavaresos i el va nomenar al seu cosí Guillem del Palatinat-Zweibrücken-Birkenfeld-Gelnhausen com a administrador.
Al 1806, en la reorganització d'Alemanya ocasionada per la dissolució del Sacre Imperi Romanogermànic, Maximilià I, ara Rei de Baviera, va cedir Berg a Napoleó a canvi del Principat d'Ansbach. El 15 de març de 1806, l'Emperador francès va posar Berg sota el govern del seu cunyat Joachim Murat, incloent territoris de l'antic Ducat de Clèveris prussià, a l'est del Rin. El 12 de juliol de 1806 Murat es va unir a la Confederació del Rin i va prendre el títol de Gran Duc. Les seves terres, es van ampliar amb l'annexió del Comtat de la Mark, el Principat Eclesiàstic de Münster, la ciutat Imperial de Dortmund i nombrosos territoris menors del Cercle de la Baixa Renània-Westfàlia.
Quan Murat va ser promogut com a Rei de Nàpols al 1808, Berg va ser governat, en un principi, directament per Napoleó en unió personal. A l'any següent va escollir el seu nebot encara infant, el príncep Napoleó Lluís Bonaparte (1804–1831), fill gran del seu germà Lluís Bonaparte, que era Rei d'Holanda, com a Gran Duc de Berg. Buròcrates francesos sota la direcció de Pierre Louis Roederer van administrar el territori en el seu nom. Durant nou dies de juliol 1810, el Gran Duc Napoleó Lluís també va governar el Regne d'Holanda en unió personal.
El declivi econòmic a causa del fracàs del Bloqueig Continental imposat per Napoleó va portar a una sèrie de revoltes i alçaments. La curta existència del Gran Ducat va arribar a la seva fi, quan les forces franceses van retrocedir en el curs de la batalla de Leipzig de 1813. El territori va ser llavors administrat per Prússia, que va incorporar oficialment l'antic Gran Ducat, d'acord amb l'Acta Final del Congrés de Viena de 1815. Berg es va convertir en part de la província de Jülich-Clèveris-Berg, sent els territoris orientals de Münster i de la Mark fusionats en la Província de Westfàlia.

## Departaments
| - Ems - Coesfeld - Münster - Lingen | - Rin - Düsseldorf - Elberfeld - Essen - Mülheim | - Ruhr - Dortmund - Hagen - Hamm | - Sieg - Dillenburg - Siegen |